# Hammonton
Hammonton é uma cidade  localizada no estado americano de Nova Jérsei, no Condado de Atlantic.

## Demografia
Segundo o censo americano de 2000, a sua população era de 12.604 habitantes.
Em 2006, foi estimada uma população de 13.572, um aumento de 968 (7.7%).

## Geografia
De acordo com o United States Census Bureau tem uma área de
107,5 km², dos quais 106,9 km² cobertos por terra e 0,6 km² cobertos por água. Hammonton localiza-se a aproximadamente 29 m acima do nível do mar.

## Localidades na vizinhança
O diagrama seguinte representa as localidades num raio de 16 km ao redor de Hammonton.